# Ровато
Ровато (итал. Rovato) је насеље у Италији у округу Бреша, региону Ломбардија.
Према процени из 2011. у насељу је живело 12239 становника. Насеље се налази на надморској висини од 169 м.

## Становништво
Према резултатима пописа становништва 2011. у општини је живело 17.562 становника.
| 1951.  | 1961.  | 1971.  | 1981.  | 1991.  | 2001.  | 2011.  |
| ------ | ------ | ------ | ------ | ------ | ------ | ------ |
| 11.619 | 11.802 | 13.260 | 13.082 | 13.244 | 14.376 | 17.562 |